# Prunum
Prunum is een geslacht van slakken in de familie Marginellidae, onderfamilie Marginellinae.
De wetenschappelijke naam werd voor het eerst geldig gepubliceerd door August Nicolaus Herrmannsen in 1852.
De typesoort is Voluta prunum Gmelin, 1791.

## Verspreiding en leefgebied
Dit geslacht is sterk vertegenwoordigd in de Caraïbische Zee en de westelijke Atlantische Oceaan, zowel voor wat betreft recente als fossiele soorten. Maar er zijn ook soorten die voorkomen in de Stille Oceaan, zoals Prunum gorgonense ontdekt bij het eiland Gorgona (Colombia) en Prunum macleani voor de kust van Ecuador.

## Indeling
Er is geen duidelijk onderscheid tussen dit geslacht en het geslacht Volvarina Hinds, 1844. Beide soorten vormen samen een monofyletische groep, maar een fylogenetische analyse van deze groep was anno 2010 nog niet uitgevoerd. De indeling gebeurt gewoonlijk op uiterlijke vormkenmerken zoals de grootte en dikte van de schelp of de callus. Grotere soorten met een sterke callus worden geplaatst in Prunum en kleine soorten met een dunne callus in Volvarina. Maar er is geen scherpe scheiding te maken zodat er vele soorten zijn waarvan de plaatsing in het complex Prunum-Volvarina onzeker is.

## Soorten
- Prunum abyssorum (Tomlin, 1916)
- Prunum aikeni Cossignani, 2018
- Prunum albertoangelai Cossignani, 2005
- Prunum albertoi Espinosa & Ortea, 1998
- Prunum albuminosa (Dall, 1919)
- Prunum aletes Roth, 1978
- Prunum amabile (Redfield, 1852)
- Prunum amphorale de Souza, 1992
- Prunum amygdalum (Kiener, 1841)
- Prunum annulatum (Reeve, 1865)
- Prunum antillanum (Sarasúa, 1992)
- Prunum apicinum (Menke, 1828)
- Prunum arangoi Espinosa & Ortea, 2015
- Prunum augusta (Thiele, 1925)
- Prunum bahiense (Tomlin, 1917)
- Prunum batabanoense Espinosa & Ortea, 2002
- Prunum bayonai Cossignani, 2009
- Prunum beali (McGinty, 1940)
- Prunum bellulum (Dall, 1890)
- Prunum boreale (A. E. Verrill, 1884)
- Prunum cahuitaense Magaña, Espinosa & Ortea, 2003
- Prunum caledonicum T. Cossignani, 2001
- Prunum camachoi Espinosa & Ortea, 2003
- Prunum canasense Espinosa, Moro & Ortea, 2011
- Prunum caneli Espinosa, Ortea & Fernández-Garcés, 2007
- Prunum canilla (Dall, 1927)
- Prunum carneum (Storer, 1837)
- Prunum cassis (Dall, 1889)
- Prunum catochense Cossignani, 2004
- Prunum chagosi Hayes & Boyer, 1997
- Prunum chumi Espinosa & Ortea, 2000
- Prunum cinctum (Kiener, 1834)
- Prunum cineraceum (Dall, 1889)
- Prunum circumvittatum (Weisbord, 1962)
- Prunum clarae Contreras, 1994 †
- Prunum coltrorum Cossignani, 2005
- Prunum conchibellum Espinosa, Ortea & Moro, 2010
- Prunum cubanum Sarasúa & Espinosa, 1977
- Prunum curtum (G. B. Sowerby I, 1832)
- Prunum damasoi Cossignani, 2006
- Prunum dawnbrinkae Massier, 1993
- Prunum egmontense Espinosa & Ortea, 2015
- Prunum enriquevidali Espinosa & Ortea, 1995
- Prunum estefaniae Pérez-Dionis, Ortea & Espinosa, 2009
- Prunum evelynae (F. M. Bayer, 1943)
- Prunum flori Espinosa, Ortea & Moro, 2010
- Prunum frumari Petuch & Sargent, 2012
- Prunum fulminatum (Kiener, 1841)
- Prunum gijon Espinosa & Ortea, 2006
- Prunum goliat Espinosa, Moro & Ortea, 2011
- Prunum gorgonense Roth, 1978
- Prunum guttatum (Dillwyn, 1817)
- Prunum hartleyanum (Schwengel, 1941)
- Prunum holandae Espinosa & Ortea, 1999
- Prunum humboldti Espinosa, Ortea & Moro, 2009
- Prunum hunabi Espinosa & Ortea, 2015
- Prunum ianusi Espinosa & Ortea, 2015
- Prunum javii Espinosa, Ortea & Moro, 2013
- Prunum josealejandroi Espinosa, Moro & Ortea, 2011
- Prunum labiatum (Kiener, 1841)
- Prunum labrosum (Redfield, 1870)
- Prunum lalanai Espinosa & Ortea, 2013
- Prunum leonardhilli Petuch, 1990
- Prunum lipei (Clover, 1990)
- Prunum lizanoi Magaña, Espinosa & Ortea, 2003
- Prunum lorenae Espinosa & Ortea, 2013
- Prunum macleani Roth, 1978
- Prunum magnificum (Sarasúa, 1989)
- Prunum marginatum (Born, 1778)
- Prunum mariateresae Cossignani, 2009
- Prunum martini (Petit de la Saussaye, 1853)
- Prunum mingueloi Espinosa & Ortea, 2013
- Prunum montseae Espinosa, Ortea & Moro, 2014
- Prunum nataliae Pérez-Dionis, Ortea & Espinosa, 2009
- Prunum negoi Cossignani, 2005
- Prunum niciezai Espinosa & Ortea, 1998
- Prunum nivosum (Hinds, 1844)
- Prunum nobilianum (F. M. Bayer, 1943)
- Prunum olivaeforme (Kiener, 1834)
- Prunum pacotalaverai Espinosa, Ortea & Moro, 2014
- Prunum pellucidum (Pfeiffer, 1840)
- Prunum pinerum Sarasúa & Espinosa, 1977
- Prunum poeyi Espinosa & Ortea, 2015
- Prunum poulosi Lipe, 1996
- Prunum pruinosum (Hinds, 1844)
- Prunum prunum (Gmelin, 1791)
- Prunum pulchrum (Gray, 1839)
- Prunum pulidoi Espinosa & Ortea, 1999
- Prunum pyrumoides Lussi & G. Smith, 1999
- Prunum quelimanense Bozzetti, 2001
- Prunum quini Ortea & Espinosa, 2018
- Prunum quinteroi Espinosa & Ortea, 1999
- Prunum redfieldii (Tryon, 1883)
- Prunum roosevelti (Bartsch & Rehder, 1939)
- Prunum roscidum (Redfield, 1860)
- Prunum rostratum (Redfield, 1870)
- Prunum rubens (Martens, 1881)
- Prunum sapotilla (Hinds, 1844)
- Prunum saulcyanum (Petit de la Saussaye, 1851)
- Prunum smalli Espinosa & Ortea, 2002
- Prunum storeria (Couthouy, 1837)
- Prunum succineum (Conrad, 1846)
- Prunum tacoense Espinosa & Ortea, 2014
- Prunum tethys Lussi & G. Smith, 1999
- Prunum thalassicola Espinosa, Ortea & Fernández-Garcés, 2007
- Prunum torticulum (Dall, 1881)
- Prunum triangulum Lussi & G. Smith, 2015
- Prunum virginianum Conrad, 1868 †
- Prunum walvisianum (Tomlin, 1920)
- Prunum woodbridgei (Hertlein & A. M. Strong, 1951)

### Nomen dubium
- Prunum oblongum (Swainson, 1829)

### Synoniemen
- Prunum abbreviatum (C. B. Adams, 1850) => Volvarina abbreviata (C. B. Adams, 1850)
- Prunum adelum (Thiele, 1925) => Volvarina adela (Thiele, 1925)
- Prunum aguayoi Ortea & Espinosa, 1996 => Prunum lipei (Clover, 1990)
- Prunum agulhasensis Thiele, 1925 => Hydroginella agulhasensis (Thiele, 1925)
- Prunum alabaster (Reeve, 1865) => Volvarina fauna (Sowerby I, 1846)
- Prunum ameliensis (Tomlin, 1917) => Volvarina ameliensis (Tomlin, 1917)
- Prunum attenuatum (Reeve, 1865) => Volvarina attenuata (Reeve, 1865)
- Prunum avenacea => Prunum bellulum (Dall, 1890)
- Prunum avenella (Dall, 1881) => Volvarina avenella (Dall, 1881)
- Prunum bahiensis => Prunum bahiense (Tomlin, 1917)
- Prunum batabanoensis Espinosa & Ortea, 2002 => Prunum batabanoense Espinosa & Ortea, 2002
- Prunum bellum => Prunum bellulum (Dall, 1890)
- Prunum caerulescens Lamarck, 1822 => Prunum prunum (Gmelin, 1791)
- Prunum cahuitaensis Magaña, Espinosa & Ortea, 2003 => Prunum cahuitaense Magaña, Espinosa & Ortea, 2003
- Prunum canasensis Espinosa, Moro & Ortea, 2011 => Prunum canasense Espinosa, Moro & Ortea, 2011
- Prunum canellum (Jousseaume, 1875) => Prunum rostratum (Redfield, 1870)
- Prunum canillum (Dall, 1927) => Prunum canilla (Dall, 1927)
- Prunum cantharus Reeve, 1865 => Prunum capensis => Prunum capense (Krauss, 1848) => Volvarina capensis (Krauss, 1848)
- Prunum capense (Krauss, 1848) => Volvarina capensis (Krauss, 1848)
- Prunum capensis => Prunum capense (Krauss, 1848) =>  Volvarina capensis (Krauss, 1848)
- Prunum carnum Storer, 1837 => Prunum carneum (Storer, 1837)
- Prunum charbarensis (Melvill, 1897) => Volvarina charbarensis (Melvill, 1897)
- Prunum colomborum Bozzetti, 1995 => Marginella colomborum (Bozzetti, 1995)
- Prunum conchibellus Espinosa, Ortea & Moro, 2010 => Prunum conchibellum Espinosa, Ortea & Moro, 2010
- Prunum crassilabrum (G. B. Sowerby I, 1846) => Prunum labrosum (Redfield, 1870)
- Prunum deliciosum (Bavay in Dautzenberg, 1912) => Volvarina deliciosa (Bavay in Dautzenberg, 1912)
- Prunum dinisioi Cossignani, 2006 => Volvarina dinisioi (Cossignani, 2006)
- Prunum egmontensis => Prunum egmontense Espinosa & Ortea, 2015
- Prunum evax Li, 1930 => Prunum sapotilla (Hinds, 1844)
- Prunum exile (Gmelin, 1791) => Volvarina exilis (Gmelin, 1791)
- Prunum fortunatum (Clover & Macca, 1990) => Volvarina fortunata Clover & Macca, 1990
- Prunum fraterculus E. A. Smith, 1915 => Prunum martini (Petit de la Saussaye, 1853)
- Prunum fulgidum Lussi & G. Smith, 1999 => Volvarina fulgida (Lussi & G. Smith, 1999)
- Prunum helena Thiele, 1925 => Hyalina helena (Thiele, 1925) (original combination)
- Prunum hoffi Moolenbeek & Faber, 1991 => Canalispira hoffi (Moolenbeek & Faber, 1991)
- Prunum hondurasense (Reeve, 1865) => Prunum pulchrum (Gray, 1839)
- Prunum hondurasensis (Reeve, 1865) => Prunum pulchrum (Gray, 1839)
- Prunum insulanum (Gofas & Fernandes, 1988) => Volvarina insulana Gofas & Fernandes, 1988
- Prunum joubini Bavay, 1913 => Prunum bahiense (Tomlin, 1917)
- Prunum keenii (Marrat, 1871) => Hyalina keenii (Marrat, 1871)
- Prunum laetitium (Thiele, 1925) => Volvarina laetitia (Thiele, 1925)
- Prunum longivaricosum (Lamarck, 1822) => Prunum guttatum (Dillwyn, 1817)
- Prunum mabellae (Melvill & Standen, 1901) => Volvarina mabellae (Melvill & Standen, 1901)
- Prunum marianae (Bozzetti, 1999) => Prunum pyrumoides Lussi & G. Smith, 1999
- Prunum monile (Linnaeus, 1758) => Volvarina monilis (Linnaeus, 1758)
- Prunum olivaeformis => Prunum olivaeforme (Kiener, 1834)
- Prunum pergrande (Clover, 1974) => Volvarina pergrandis Clover, 1974
- Prunum pergrandis => Prunum pergrande (Clover, 1974) => Volvarina pergrandis Clover, 1974
- Prunum riparia Gofas & Fernandes, 1992 => Volvarina riparia Gofas & Fernandes, 1992
- Prunum roberti (Bavay, 1917) => Volvarina roberti Bavay, 1917
- Prunum sauliae (G. B. Sowerby II, 1846) => Volvarina sauliae (G. B. Sowerby II, 1846)
- Prunum serrei (Bavay, 1913) => Volvarina serrei (Bavay, 1913)
- Prunum sowerbyanum (Petit de la Saussaye, 1851) => Volvarina sowerbyana (Petit de la Saussaye, 1851)
- Prunum styrium Dall, 1889 => Volvarina styria (Dall, 1889)
- Prunum tacoensis Espinosa & Ortea, 2014 => Prunum tacoense Espinosa & Ortea, 2014
- Prunum terverianum (Petit de la Saussaye, 1851) => Volvarina monilis (Linnaeus, 1758)
- Prunum yucatecana (Dall, 1881) => Dentimargo yucatecanus (Dall, 1881)